# 敬台院
敬台院（きょうだいいん、文禄元年（1592年） - 寛文6年1月4日（1666年2月7日））は、徳島藩初代藩主・蜂須賀至鎮の正室。父は小笠原秀政。養父は徳川家康。母は登久姫（松平信康の娘）。名は万姫もしくは氏姫。別名はお虎の方。子に蜂須賀忠英、三保姫（池田忠雄正室）、正徳院（水野成貞正室）がいる。

## 生涯
文禄元年（1592年）に小笠原秀政の長女として産まれる。その後、母方の曾祖父の徳川家康の養女となり伏見城に移る。慶長5年（1600年）、9歳のときに阿波国徳島藩主・蜂須賀至鎮に嫁ぐ。
蜂須賀に嫁いでからは日精に深く帰依し、大石寺御影堂の建立寄進、江戸鳥越・法詔寺建立、大石寺朱印状下附の実現、総本山二天門の建立、日精の公儀年賀における乗輿の免許、大石寺基金七百両の寄進、「細草檀林」設立に当たっての支援などに貢献した。
正保2年（1645年）に江戸の法詔寺を阿波に移して敬台寺を創立した。日蓮宗富士派（現在日蓮正宗）の信徒であったことで知られている。
寛文6年（1666年）に死去し、敬台寺に葬られる。法名は敬台院殿妙法日詔大姉。